# پیوند: بخور، عشق بورز و بکش
پیوند: بخور، عشق بورز و بکش (انگلیسی: Link: Eat, Love, Kill؛‏ کره‌ای: 링크: 먹고, 사랑하라, 죽이게) یک مجموعه تلویزیونی محصول کره جنوبی در سال ۲۰۲۲ با بازی یو جین گو و مون گا یونگ است. این مجموعه از ۶ ژوئن تا ۲۶ ژوئیه ۲۰۲۲ در روزهای دوشنبه و سه‌شنبه ساعت ۲۲:۳۰ (کی‌اس‌تی) از تی‌وی‌ان روی آنتن رفت.

## خلاصه داستان
پیوند: بخور، عشق بورز و بکش داستان یک مرد (یو جین گو) را بازگو می‌کند که روزی ناگهان متوجه می‌شود احساساتی مانند شادی، غم و درد را تجربه می‌کند که مال خودش نیستند بلکه برای زنی به نام نو دا هیون (مون گا یونگ) هستند.

## بازیگران

### اصلی
- یو جین گو در نقش اون گه هون[۳]

سرآشپزی در یک رستوران گران و شیک با ظاهر زیبا و صدای جذاب است.
- مون گا یونگ در نقش نو دا هیون[۳]

یک جویای کار که معتقد است لبخند زدن شانس خوبی را به همراه می‌آورد.